# 喜びの島
『喜びの島』（よろこびのしま、L'Isle joyeuse）は、クロード・ドビュッシーによって、1904年に作曲されたピアノ独奏曲である。イ長調。4分の4拍子。リディア旋法に拠っている。

## 概要
この曲は、ジャン・アントワーヌ・ヴァトーの作品「シテール島の巡礼」（ルーブル美術館蔵。当初は「シテール島への船出」というタイトルだったが後に改題され現在のタイトルとなった）の影響を受けている。シテール島はエーゲ海、クレタ島の北西にある島で、神話では愛の女神ヴィーナスの島とされている。この作品は、装飾音やリズムの変化といった技巧を駆使して、きらめくように豊かな色彩の細やかな音を連ね、幻想的な愛の歓びを描き出している。
イタリアの指揮者ベルナルディーノ・モリナーリによる管弦楽版は、ドビュッシー自身の指示に基づいた編曲で、原曲の繊細な華やかさを損なうことなく仕上げられている。

## 初演
1905年2月18日、パリの国民音楽協会にて、リカルド・ビニェスの演奏による。この演奏会では『仮面』も初演されている。

## 出版
1904年、デュラン社　
- 補足

この喜びの島は最初、「月の光」で有名な『ベルガマスク組曲』の1曲になる予定であったらしい。しかし出版社の都合上、一つの独立した曲として世に出ることとなった。同じく『仮面』も同様の理由で組曲に入れることを見送られ、単独曲として出版されている。

## 自筆譜
パリ国立図書館、Ms.977